# أربية (نبات)
أُربية (الاسم العلمي: Rhazya)، جنس نبات من فصيلة الدفلية وصف لأول مرة بأنه جنس في عام 1835. موطنها الأصلي مصر وجنوب غرب آسيا من اليمن إلى الهند
الأنواع
- Rhazya greissii Täckh. & Boulos - الخارجة (مدينة) في مصر
- حرمل منتصب Decne. - اليمن، المملكة العربية السعودية، الإمارات العربية المتحدة، عُمان، دول الخليج العربي، العراق، إيران، أفغانستان، باكستان، الهند، جبال الهيمالايا الغربية.